# Алегр (Горња Лоара)
Алегр (фр. Allègre (Haute-Loire)) је насељено место у Француској у региону Оверња, у департману Горња Лоара.
По подацима из 2011. године у општини је живело 977 становника, а густина насељености је износила 41,45 становника/km².

## Демографија
| 1962. | 1968. | 1975. | 1982. | 1990. | 2011. |
| ----- | ----- | ----- | ----- | ----- | ----- |
| 1.487 | 1.512 | 1.459 | 1.313 | 1.176 | 977   |